# Asterostigma
Asterostigma, rod kozlačevki smješten u tribus Spathicarpeae, dio potporodice Aroideae. To su geofiti koji rastu po šumskom tlu u tropskim i suptropskim krajevima Brazila i sjeveroistočne Argentine.
Pripada mu osam priznatih vrsta.

## Vrste
1. Asterostigma cryptostylum Bogner
2. Asterostigma cubense (A.Rich.) K.Krause ex Bogner
3. Asterostigma lombardii E.G.Gonç.
4. Asterostigma luridum (Kunth) Kuntze
5. Asterostigma luschnathianum Schott
6. Asterostigma reticulatum E.G.Gonç.
7. Asterostigma riedelianum (Schott) Kuntze
8. Asterostigma tweedieanum Schott

## Sinonimi
- Andromycia A.Rich.
- Rhopalostigma Schott
- Staurostigma Scheidw.